# 瓦塞維拉爾
瓦塞維拉爾是印度的城市，由馬哈拉施特拉邦負責管轄，位於該國西部，距離孟買50公里，海拔高度11米，受熱帶季風氣候影響，每年平均降雨量2,422毫米，2011年人口1,221,233。

## 外部連結
- A portal on Vasai-Virar